# Parc indígena del Xingu
EL Parc indígena del Xingu (portuguès: Parque Indígena do Xingu) és un territori indígena del Brasil, creat per primera vegada el 1961 com a parc nacional de l'estat de Mato Grosso, Brasil. Els seus propòsits oficials són protegir el medi ambient i les diverses tribus dels indígenes Xingu de la zona.

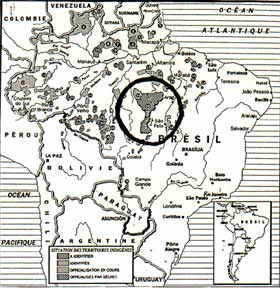
Localització del parc

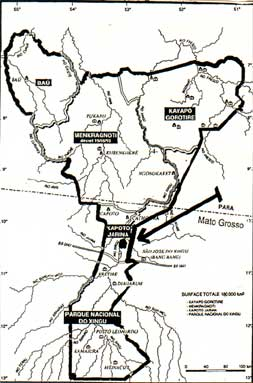
Mapa del parc

## Ubicació
El parc indígena Xingu es troba a la part superior del riu Xingu al nord-est de l'estat de Mato Grosso, al sud del bioma amazònic. Cobreix 2,642,003 hectàrees (6,528,530 acres), amb sabana i boscos secs semicaducifolis al sud que passen a la selva tropical amazònica al nord.
Hi ha una temporada de pluges de novembre a abril.
Les capçaleres del riu Xingu es troben al sud del parc.
L'àrea coberta pel parc es va definir el 1961 i abasta parts dels municipis de Canarana, Paranatinga, São Félix do Araguaia, São José do Xingu, Gaúcha do Norte, Feliz Natal, Querência, União do Sul, Nova Ubiratã i Marcelândia a l'estat de Mato Grosso.

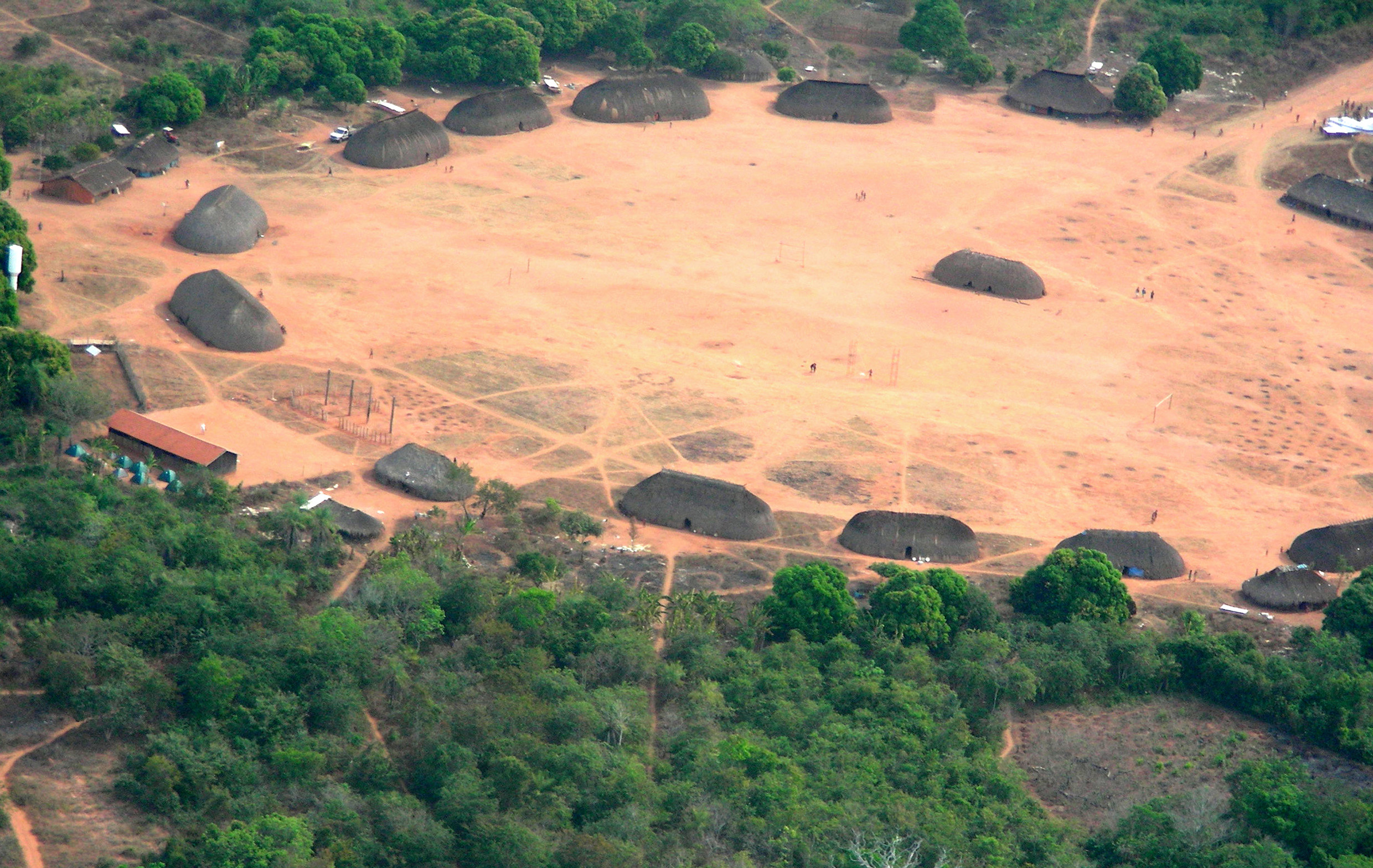
Aldeia Ipatse (Parc Indígena del Xingu)

A l'est es troba la conca del riu Araguaia, la branca principal dels Tocantins. A l'oest i al sud hi ha la branca del Teles Pires del riu Tapajos. Gran part de la zona circumdant, excepte al nord, està ara fortament desforestada. Al costat est, l'àrea desforestada o no forestal s'estén al nord-est marcant la vora aproximada sud-est del bosc amazònic.

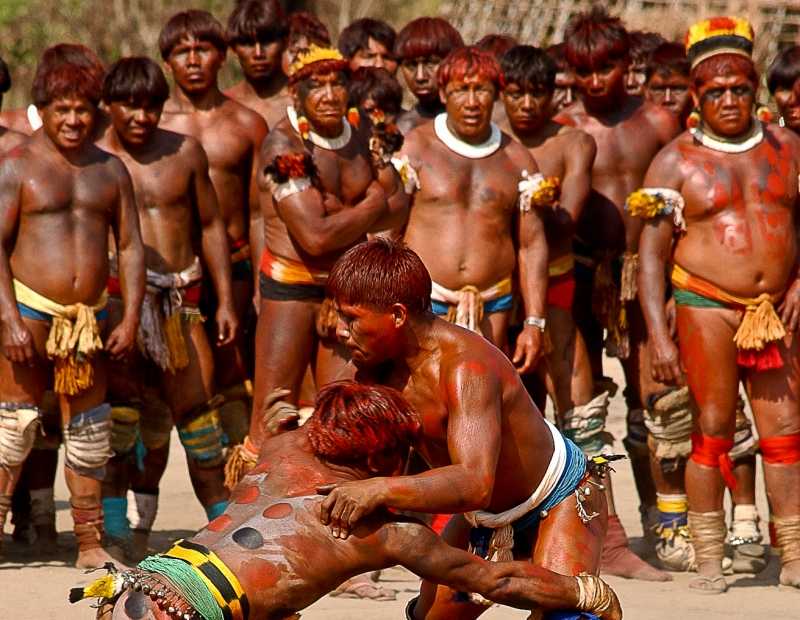
Lluita indígena

Al centre del parc s'uneixen els aficionats als rius. Es tracta, en sentit contrari a les agulles del rellotge, riu Ferro, Steinem, Ronuro, Jatoba, Batavi (o Tamitatoala), Auiiti, Culiseu, riu Culuene i Tonguro.

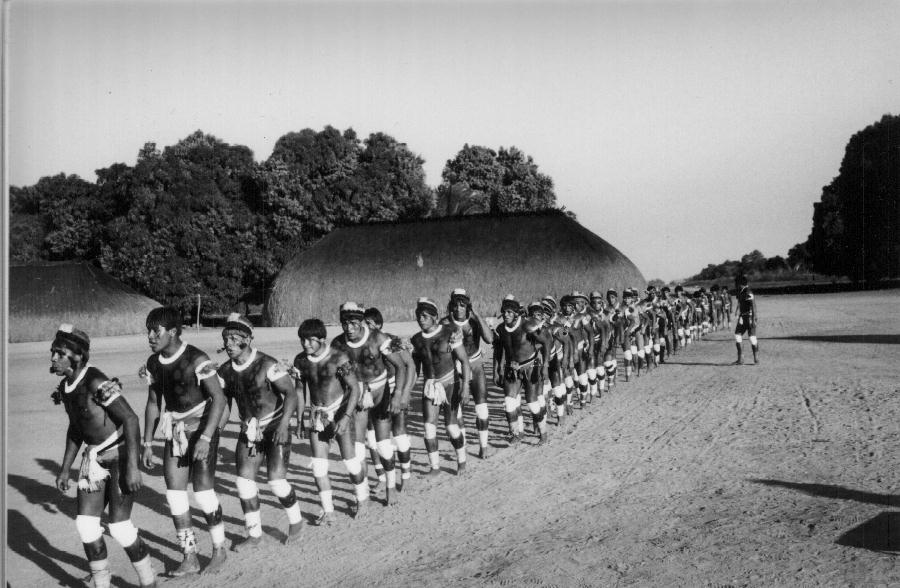
Cerimònia del Kuarup

## Història
A la regió de l'alt Xingu hi havia un paisatge antropogènic altament autoorganitzat precolombí, que incloïa dipòsits de terres agrícoles fèrtils terra preta, amb una xarxa de carreteres i polítiques cadascuna de les quals cobria uns 250 quilòmetres quadrats.
La regió de l'Alt Xingu està molt poblada abans del contacte europeu i africà. Els assentaments densament poblats es van desenvolupar del 1200 al 1600 dC. Antics camins i ponts connectaven comunitats que sovint estaven envoltades de cunetes o fossats. Els pobles eren pre-planificats i presentaven places circulars. Els arqueòlegs han desenterrat fins ara 19 pobles.
La Xingu superior va ser una de les darreres parts del Brasil a la que van arribar els europeus. Des del nord estava protegida pels molts ràpids de Xingu. Des del sud estava protegida per un assentament petit i els guerrers bororó i xavantes, entre d'altres. El 1884 Karl von den Steinen es dirigí cap al nord-oest de Cuiaba cap a alguns bakairís cristianitzats a la part superior de Teles Pires. El van conduir dues setmanes a l'est fins al riu Batavi, on van construir canoes. Van anar riu avall i van conèixer a alguns Bakairi sense contacte, així com als trumai i suya. En els propers 20 anys van entrar a la zona altres exploradors, alguns dels quals van morir. Percy Fawcett hi va desaparèixer aquí el 1925.
El parc nacional va ser creat després d'una campanya dels germans Villas-Bôas per protegir la regió. Un relat de l'exploració d’aquesta zona pels germans Villas-Bôas i dels seus esforços per protegir la regió es documenta a la pel·lícula Xingu (2011) i al llibre de John Hemming People of the Rainforest: The Villas Boas Brothers, Explorers and Humanitarians of the Amazon (London, 2019).
Els Villas Boas i tres antropòlegs i activistes van tenir la idea radical de crear una àmplia zona de bosc exclusivament protegida pels seus habitants indígenes i van convidar científics. Això es va posar al vicepresident del Brasil el 1952, en què es va proposar un parc molt més gran. No obstant això, l'estat de Mato Grosso es va oposar a la proposta, i va començar a concedir terres dins de la zona proposada a empreses colonitzadores. Es van produir nou anys d’amarga lluita política i mediàtica, fins que un nou president del Brasil, Jânio Quadros (un amic de la família de les Villas Boas), ho va fer com un decret presidencial, però amb una àrea molt reduïda per satisfer el govern estatal. El parc fou creat mitjançant el decret 50.45, de 14 d'abril de 1961 (els ajustaments es van fer el 31 de juliol de 1961, el 6 d'agost de 1968 i el 13 de juliol de 1971. La demarcació final del perímetre es va fer el 1978).
La zona aviat va rebre la designació de "Parc indígena" per cobrir el doble propòsit de protegir el medi ambient i els pobles indígenes, amb tots els altres exclosos. Va ser la primera àrea protegida tan extensa del món, i va ser el prototip de grans territoris indígenes de tota l'Amazònia que ara protegeix una proporció significativa de les selves tropicals tropicals supervivents. El parc indígena Xingu va ser inicialment un departament presidencial, però ara està sotmès tant a la Fundação Nacional do Índio com a l'agència mediambiental Ibama.
A finals dels anys noranta, començaren a arribar les explotacions ramaderes i de soja al nord-est del parc, igual que la desforestació a l'oest del parc. Els efectes de l’activitat humana fora del parc començaven a contaminar les aigües del parc.
El parc es manté com una illa de boscos i rius cada vegada més amenaçats per l'activitat contaminant i la desforestació fora del seu perímetre.

## Pobles
Els pobles que viuen dins de les fronteres del parc són els Kamaiurá (355), Awetis (138), mehinakus (199), Wauja (321), Yawalapitís (208), Kalapalo (417), Kuikuro (415), Matipu (119), Nahukuá (105) i Trumai (120), que comparteixen un sistema cultural comú (xifres de població a partir del 2002). També viuen dins del parc els Ikpeng (abans txikao) (319), Kaiabi (745), Kisêdjê (abans suia) (334), Yudja (abans juruna) (248), tapayuna i naruvotu (xifres de població a partir del 2002).
La zona de Xingu té un gran interès perquè les seves riques cultures indígenes van escapar de la devastació per part dels europeus i les seves malalties, gràcies a la manca de recursos de cautxú o minerals a la regió, i a la barrera ràpida de les cascades al riu Xingu.
El primer explorador que va contactar i escriure sobre la gent de la regió va ser l'antropòleg alemany Karl von den Steinen a la dècada de 1880, seguit de breus visites d'altres antropòlegs i enquestadors governamentals. Orlando i Claudio Villas Boas, del 1947 al 1976. Van idear un nou sistema per ajudar els pobles indígenes, com a amics, ajudants i iguals en lloc de funcionaris colonialistes. Ara s’adopta a tot el Brasil. Al introduir lentament el canvi a un ritme que els pobles indígenes volien i podien absorbir, els van portar a només dues generacions a prendre consciència de tots els aspectes de la societat brasilera moderna sense perdre el respecte per les seves societats comunitàries tradicionals i el seu mode de vida.
Els líders de grups indígenes Xingu com Aritana Yawalapiti i Raoni Metuktire, tots dos formats pels Villas Boas, són ara portaveus de tots els pobles indígenes brasilers en un escenari mundial. Des de finals dels anys setanta, el director del parc indígena Xingu ha estat escollit pels caps de la zona.
En els seixanta anys posteriors al contacte de Von den Steinen, els pobles Xingu havien estat afectats per malalties alienes com el xarampió i la grip que van reduir les seves petites poblacions en dos terços. Els Villas Boas van revertir completament aquest descens mitjançant un acord amb el professor Roberto Baruzzi d’un hospital docent de Sao Paulo, que va permetre durant més de cinquanta anys equips de metges voluntaris haver inoculat i atès els pobles Xingu als més alts estàndards mèdics.
El juny de 1925 el tinent coronel d'artilleria britànic Percy Harrison Fawcett, va visitar el Xingu superior amb el seu fill i amic del seu fill, pel mateix camí i ruta fluvial que feien servir tots els visitants anteriors. Van passar uns dies amb els aweti i kalapalo abans de ser assassinats per una d’aquestes tribus o continuar el seu viatge cap a la selva. Fawcett, agrimensor format, va traçar entre 1907 i 1911 quatre fronteres per al govern bolivià. Devot de l'espiritisme, es va convèncer que els boscos amazònics podrien contenir una ciutat perduda d’una civilització “superior” extremadament antiga. Després de destacats serveis a la Primera Guerra Mundial, Fawcett va passar alguns anys perseguint la seva fantasia al nord-est i altres parts del Brasil, abans de la incursió de 1925 al Xingu. La desaparició d'un tinent coronel britànic que buscava una ciutat mística als boscos amazònics va provocar una sensació mediàtica. David Grann va escriure un article sobre aquesta exploració, seguit d'un llibre, The Lost City of Z (2009).
Llista de grups ètnics indígenes al parc, juntament amb les seves respectives poblacions a partir del 2011::21
| Grup ètnic         | Població |
| ------------------ | -------- |
| Awetis             | 195      |
| Ikpengs            | 459      |
| Kalapalo           | 385      |
| Kamaiurá           | 467      |
| Kawaiweté (Kaiabi) | 1,193    |
| Kisêdje (Suiá)     | 330      |
| Kuikuro            | 522      |
| Matipu             | 149      |
| Mehinakus          | 254      |
| Nahukuá            | 126      |
| Naruvôtu           | 69       |
| Tapayúnes          | 60       |
| Trumais            | 97       |
| Waurá              | 409      |
| Yawalapitís        | 156      |
| Yudjá (Juruna)     | 348      |

## Llengües
Al parc es parlen 14 llengües indígenes que pertanyen a cinc famílies lingüístiques diferents famílies lingüístiques diferents (inclosa trumaí, una llengua aïllada).
Les llengües indígenes parlades a la part sud del parc (Xingu superior) són:
- Llengües arawak
  - Waurá
  - Mehinaku
  - Yawalapití
- Llengües carib
  - Kuikuro
  - Matipu
  - Nahukuá
  - Kalapalo
- Llengües tupí
  - Awetí
  - Kamaiurá

Les llengües indígenes parlades a la part nord del parc (Xingu inferior) són:
- Trumaí
- Llengües gê
  - Suyá
- Llengües tupí
  - Juruna (Yudja)
  - Kayabi
- Llengües carib
  - Ikpeng (Txikão)

Al parc nord del parc, només el trumaí ha estat parlat a la zona durant una quantitat considerable de temps. La resta d'idiomes de la zona provenen d'arribades relativament recents.

## Llista de viles
Al parc hi ha aproximadament 50 pobles indígenes. A continuació es mostra una llista de pobles del parc indígena Xingu ordenats per grups ètnics::73
| Yudjá - Pakaia - Parureda - Tuba Tuba - Paksamba - Pequizal Kawaiweté Viles kawaiweté al llarg del riu Xingu: - Caiçara - Capivara - Yaitata - 11 de Setembro (amb els kisêdje) - Piraquara - Itaí - Moitará - Samaúma - Tuiararé - Kwaryja - Ilha Grande - Barranco Alto - Três Irmãos Viles kawaiweté al llarg del riu Arraias: - Aiporé - Fazenda João - Paranaíta - Mupadá (amb Yudjá) - Três Patos - Mainumy - Sobradinho - Nova Maraká - Iguaçu | Kisêdje (al territori indígena Wawi) - Ngosôkô Nova - Horerusikhô - Roptotxi - Fazenda Ronkho - Ngojhwêrê Ikpeng - Moygu Trumai - Boa Esperança - Três Lagoas - Steinen Kamaiurá - Morená - Jacaré - Ipavu Nafukuá - Kranhãnhã - Nafukuá - Yaramy Matipu - Matipu - Buritizal Yawalapiti - Yawalapiti Waurá - Piyulaga Mehinaku - Mehinaku - Utawana | Aweti - Saidão da Fumaça (fundada el 2002) - Tazu'jyt tetam ("poble de la petita formiga de foc") - Mirassol Kuikuro - Ipatse - Afukuri - Lahatua - Kuluani - Agata (Barranco Queimado) - Curumim Kalapalo - Aiha - Tanguro - Caramujo - Kunué - Lago Azul - Pingoa |